# داني روش
داني روش (بالإنجليزية: Danni Roche)‏ هي لاعب هوكي الحقل أسترالية، ولدت في 25 مايو 1970.

## وصلات خارجية
- داني روش على موقع الاتحاد الدولي للهوكي (الإنجليزية)
- داني روش على موقع اللجنة الأولمبية الدولية (الإنجليزية)
- داني روش على موقع أوليمبيديا (الإنجليزية)
- داني روش على موقع اللجنة الأولمبية الأسترالية (الإنجليزية)